# Astronesthes galapagensis
Astronesthes galapagensis är en fiskart som beskrevs av Parin, Borodulina och Hulley, 1999. Astronesthes galapagensis ingår i släktet Astronesthes och familjen Stomiidae. Inga underarter finns listade.